# Công ước về ngăn ngừa ô nhiễm biển do hoạt động đổ chất thải và các vật chất khác

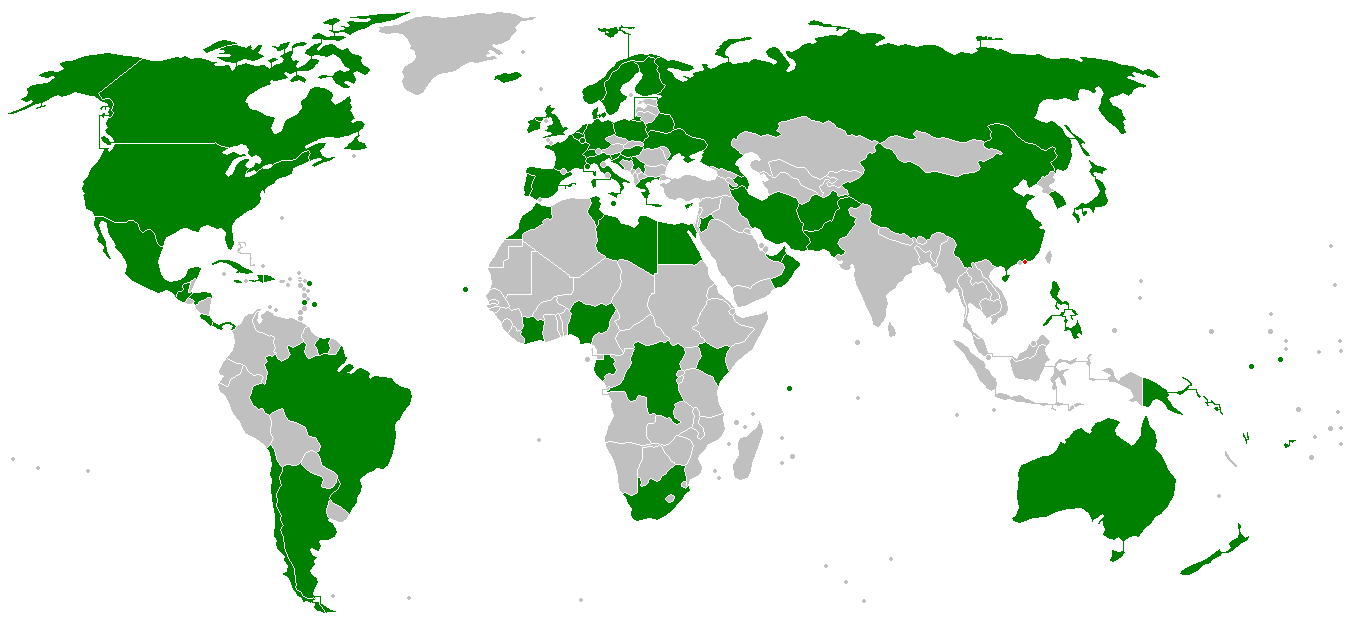
Các bên ký kết Công ước London

Công ước về ngăn ngừa ô nhiễm biển do hoạt động đổ chất thải và các vật chất khác năm 1972, thường được gọi là " Công ước London " hoặc "LC '72" và được tóm gọn lại là Sự đổ thải trên biển, là một thỏa thuận nhằm kiểm soát ô nhiễm biển bằng các hành động đổ xả và để khuyến khích các hiệp định khu vực bổ sung cho Công ước. Nó bao gồm việc cố ý đổ xả chất thải hoặc các vật chất khác từ tàu thuyền, máy bay và giàn khai thác dầu khí. Nó không bao gồm các chất thải từ các nguồn trên đất liền như đường ống và đường ống thoát nước, chất thải phát sinh ngẫu nhiên trong các hoạt động bình thường của tàu thuyền, hoặc việc bố trí các vật liệu cho các mục đích khác ngoài việc xả thải đơn thuần, với điều kiện việc đổ thải đó không đi ngược lại với các mục tiêu của Công ước. Nó có hiệu lực vào năm 1975. Tính đến tháng 9 năm 2016, đã có 89 Bên tham gia vào Công ước.

## Khái quát
Công ước đã được kêu gọi bởi Hội nghị Liên hợp quốc về Môi trường con người (tháng 6 năm 1972, Stockholm), hiệp ước được soạn thảo tại Hội nghị liên chính phủ về Công ước về Hoạt đông đổ xả chất thải trên biển (ngày 13 tháng 11 năm 1972, Luân Đôn) và nó đã được mở để ký ngày 29 tháng 12 năm 1972. Nó có hiệu lực vào ngày 30 tháng 8 năm 1975 khi 15 quốc gia phê chuẩn. Tính đến ngày 1 tháng 10 năm 2001, đã có 78 Bên tham gia Công ước. Cơ quan Quản lý Công ước Quốc tế có chức năng thông qua các Cuộc họp Tham vấn được tổ chức tại trụ sở của Tổ chức Hàng hải Quốc tế (IMO) ở Luân Đôn.
Công ước Luân Đôn bao gồm 22 Điều và ba Phụ lục. Nó tuân theo cách tiếp cận "danh sách đen / danh sách xám" để điều chỉnh việc đổ thải ở đại dương; Các vật liệu của Phụ lục I (danh sách đen) thường không được phép đổ ra biển (mặc dù đối với một số vật liệu của Phụ lục I có thể được phép đổ nếu chỉ là "chất gây ô nhiễm dạng vết" hoặc "nhanh chóng trở lại vô hại" và các vật liệu của Phụ lục II (danh sách xám) yêu cầu "sự quan tâm đặc biệt ". Phụ lục III đưa ra các yếu tố kỹ thuật chung cần được xem xét trong việc thiết lập các tiêu chí để cấp giấy phép đổ thải ở đại dương.
Mục tiêu chính của Công ước Luân Đôn là ngăn chặn việc đổ xả bừa bãi ra biển những chất thải có thể gây nguy hiểm cho sức khỏe con người; xâm hại nguồn sống và sinh vật biển; làm hỏng cảnh quan; hoặc can thiệp vào các mục đích sử dụng hợp pháp khác của biển. Công ước năm 1972 mở rộng phạm vi của nó trên "tất cả các vùng nước biển không phải là vùng nội thủy" của các Quốc gia và nghiêm cấm việc đổ thải một số vật liệu nguy hiểm. Hơn nữa, nó yêu cầu một giấy phép đặc biệt trước cho việc đổ thải một số vật liệu đã được xác định khác và một giấy phép chung trước đó cho các chất thải hoặc vật chất khác.

## Cách tiến hành

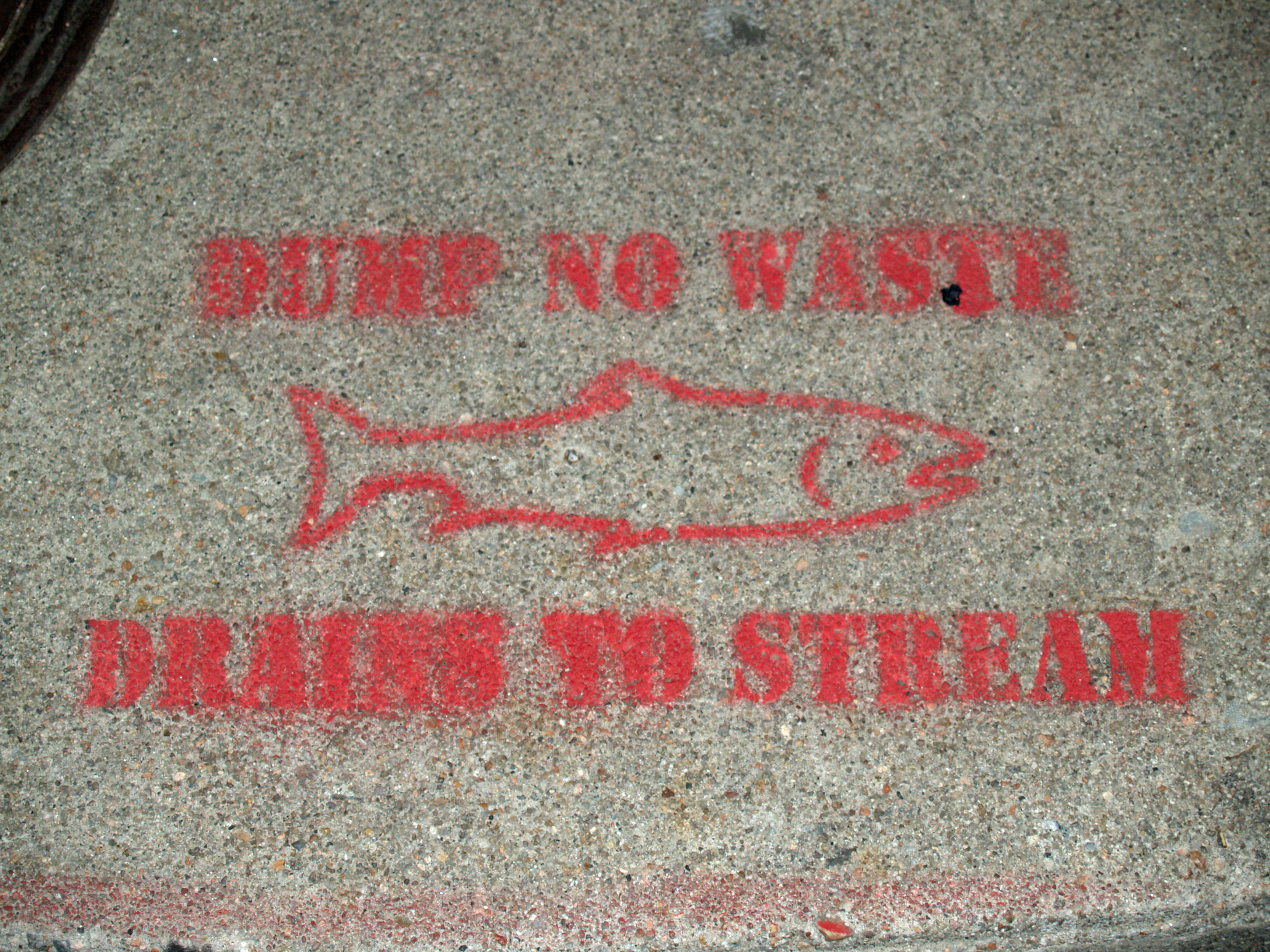
Một tấm biển sơn phun phía trên một cống rãnh ở Colorado Springs, Colorado cảnh báo mọi người không làm ô nhiễm dòng suối địa phương bằng cách đổ thải.

Kể từ khi có hiệu lực vào năm 1975, công ước đã cung cấp một khuôn khổ dành cho việc kiểm soát quốc tế và ngăn ngừa ô nhiễm môi trường biển, trong đó các bên ký kết đã đạt được những tiến bộ liên tục trong việc giữ sạch các đại dương. Trong số các dấu mốc quan trọng đó là lệnh cấm xử lý chất thải phóng xạ ở mức độ thấp năm 1993 trên đại dương và các nghị quyết chấm dứt việc đổ và đốt chất thải công nghiệp. Nỗ lực của các Bên được hỗ trợ bởi một ban thư ký thường trực do Tổ chức Hàng hải Quốc tế (IMO) chủ trì. Cuộc họp tham vấn của các bên tham gia công ước London là cơ quan điều hành và ra quyết định chính trị của công ước. Nó nhận những lời khuyên về các vấn đề cần chuyên môn đa ngành từ Nhóm liên hợp các chuyên gia về các khía cạnh khoa học của bảo vệ môi trường biển (GESAMP) bao gồm các chuyên gia chuyên ngành được đề cử bởi IMO, FAO, UNESCO, IOC, WMO, WHO, IAEA, UN, và UNEP. Một nhóm các nhà khoa học về hành vi đổ thải, bao gồm các chuyên gia chính phủ từ các bên tham gia công ước, chịu trách nhiệm giải quyết bất kỳ yêu cầu khoa học nào từ cuộc họp tham vấn, bao gồm cả việc chuẩn bị danh sách các chất độc hại, xây dựng các hướng dẫn về việc thực hiện công ước và duy trì nhận thức về tác động đến môi trường biển từ các yếu tố đầu vào của tất cả các nguồn thải.
Công ước được thực hiện tại Hoa Kỳ thông qua Quyền I của Đạo luật Bảo vệ, Nghiên cứu và Xử lý Biển (MPRSA) xác định rằng các quy định thực hiện phải áp dụng các yêu cầu ràng buộc của LC ở mức độ mà điều này sẽ không nới lỏng MPRSA.

### Định ước năm 1996
Vào ngày 17 tháng 11 năm 1996, một cuộc họp đặc biệt của các Bên ký kết đã thông qua "Định ước năm 1996 đối với Công ước về ngăn ngừa ô nhiễm biển do đổ chất thải và các chất khác, năm 1972" thay thế cho Công ước năm 1972, được phê chuẩn. Để phù hợp với Chương trình nghị sự 21 của UNCED, Định ước năm 1996 đã phản ánh xu hướng toàn cầu hướng tới phòng ngừa và ngăn chặn đối với các bên đồng ý chuyển từ việc phát tán có kiểm soát trên biển nhiều loại chất thải sinh ra từ đất liền sang các giải pháp tích hợp trên đất liền cho hầu hết và xử lý có kiểm soát trên biển trong một số các loại chất thải còn lại hoặc các vấn đề khác.
Trong số những đổi mới quan trọng nhất do định ước năm 1996 mang lại là việc soạn những luật lệ về " cách tiếp cận phòng ngừa " và "nguyên tắc bồi thường của người gây ô nhiễm". Để thể hiện những nguyên tắc này, định ước đã xây dựng một bản sửa đổi với cấu trúc lớn cho công ước, cách tiếp cận này được gọi là "danh sách ngược". Giờ đây, thay vì cấm đổ một số vật liệu độc hại (được liệt kê), các bên có nghĩa vụ cấm đổ bất kỳ chất thải nào hoặc các chất khác không được liệt kê trong Phụ lục 1 ("danh sách ngược") của Định ước năm 1996. Việc đổ xả chất thải hoặc các chất khác trong danh sách ngược này cần phải có giấy phép. Các bên tham gia định ước còn có nghĩa vụ phải áp dụng các biện pháp để đảm bảo rằng việc cấp giấy phép và các điều kiện cho phép để đổ các chất trong danh sách ngược phải tuân thủ Phụ lục 2 (Phụ lục đánh giá chất thải) của định ước. Các chất nằm trong danh sách ngược bao gồm vật chất bùn; nước thải bùn; chất thải từ chế biến cá công nghiệp; tàu và dàn khoan ngoài khơi hoặc các công trình nhân tạo khác trên biển; vật liệu địa chất vô cơ trơ; vật liệu hữu cơ có nguồn gốc tự nhiên; và các mặt hàng cồng kềnh bao gồm sắt, thép, bê tông và các vật liệu tương tự mà bị lo ngại là có tác động vật lý, và chúng được giới hạn trong những trường hợp chất thải đó được tạo ra tại các địa điểm không có biện pháp xử lý thay thế. Ngoài ra, định ước năm 1996 cấm hoàn toàn việc đốt rác trên biển, trừ trường hợp khẩn cấp và cấm xuất khẩu chất thải hoặc các chất khác cho các Bên không phải là Bên tham gia nhằm mục đích đổ hoặc thiêu hủy trên biển.
Định ước năm 1996 đã chuyển phạm vi của công ước London ban đầu về phía đất liền một cách hiệu quả, liên quan đến chính sách và các vấn đề quản lý đất đai cũng như xử lý chất thải biển. Sự dẫn tới cho những thay đổi này là các yếu tố như hệ thống hóa cách tiếp cận phòng ngừa và thiết lập các yêu cầu như "kiểm tra ngăn ngừa chất thải", xác định và kiểm soát các nguồn gây ô nhiễm cho một số vật liệu nhất định và sự hợp tác với các cơ quan địa phương và quốc gia có liên quan đến việc kiểm soát ô nhiễm nguồn điểm và không điểm. Trong bối cảnh này, Quản lý tổng hợp vùng ven biển (ICM) ra đời như một khuôn khổ tự nhiên để thực hiện hiệu quả các mục tiêu của định ước. Dựa trên chuyên môn kỹ thuật ICM rộng lớn của mình, Dịch vụ Đại dương Quốc gia (NOS) sẽ đóng góp vào việc tạo ra những nền tảng cần thiết cho việc Hoa Kỳ gia nhập Định ước năm 1996 và xa hơn nữa là việc thực thi theo định ước. Thông qua Văn phòng Chương trình Quốc tế, NOS cũng sẽ đóng góp vào các nỗ lực hợp tác quốc tế nhằm đạt được những mục tiêu của Định ước năm 1996.

## Các Bên tham gia
Các quốc gia thành viên - (87 tính đến năm 2013) Afghanistan, Antigua và Barbuda, Argentina, Úc, Azerbaijan, Barbados, Belarus (được phê chuẩn từ Byelorussian SSR), Bỉ, Benin, Bolivia, Brazil, Bulgaria, Canada, Cape Verde, Chile, Cộng hòa Nhân dân của Trung Quốc, Cộng hòa Dân chủ Congo, Costa Rica, Côte d'Ivoire, Croatia, Cuba, Cyprus, Đan Mạch, Cộng hòa Dominica, Ai Cập, Equatorial Guinea, Phần Lan, Pháp, Gabon, Đức, Hy Lạp, Guatemala, Haiti, Honduras, Hungary, Iceland, Iran, Ireland, Ý, Jamaica, Nhật Bản, Jordan, Kenya, Kiribati, Hàn Quốc, Libya, Luxembourg, Malta, Mexico, Monaco, Montenegro, Morocco, Nauru, Hà Lan, New Zealand, Nigeria, Na Uy, Oman, Pakistan, Panama, Papua New Guinea, Peru, Philippines, Ba Lan, Bồ Đào Nha, Nga (phê chuẩn từ Liên Xô), Saint Lucia, Saint Vincent và Grenadines, Serbia (phê chuẩn từ Serbia và Montenegro), Seychelles, Sierra Leone, Slovenia, Solomon Quần đảo, Nam Phi, Tây Ban Nha, Suriname, Thụy Điển, Thụy Sĩ, Syria, Tanzania, Tấn ga, Tunisia, Ukraine (được phê chuẩn từ SSR Ukraine), Các Tiểu vương quốc Ả Rập Thống nhất, Vương quốc Anh, Hoa Kỳ và Vanuatu.